# Frévin-Capelle
Frévin-Capelle è un comune francese di 412 abitanti situato nel dipartimento del Passo di Calais nella regione dell'Alta Francia.

## Società

### Evoluzione demografica
Abitanti censiti